# Irmgard Hantsche
Irmgard Hantsche (* 17. Mai 1936 in Grünberg in Schlesien) ist eine deutsche Historikerin.

## Leben
Nach einer dreijährigen Tätigkeit als Volksschullehrerin studierte Irmgard Hantsche Geschichte, Anglistik und Philosophie an den Universitäten Köln und Aberdeen mit dem Abschluss Staatsexamen für Gymnasien. Nach der Promotion zum Dr. phil. am 17. September 1968 in Köln und der Habilitation 1973 (beide im Fach Geschichte) war sie ab 1974 Professorin an der Pädagogischen Hochschule Ruhr, Abt. Duisburg und von 1980 bis 2002 Professorin für Geschichte an der Gerhard-Mercator-Universität Duisburg (heute: Universität Duisburg-Essen). Ihre Hauptarbeitsgebiete sind Geschichte der Frühen Neuzeit (mit Schwerpunkt deutsche und englische Geschichte sowie der rheinischen Landesgeschichte), historische Kartographie und Didaktik der Geschichte. Sie erhielt 2020 den Rheinlandtaler des Landschaftsverbands Rheinland.

## Schriften (Auswahl)
- Atlas zur Geschichte des Niederrheins (= Schriftenreihe der Niederrhein-Akademie Band 4). Bottrop / Essen: Verlag Pomp 1999, 5. Auflage 2004, ISBN 3-89355-201-4.
- Preußen am Rhein. Kleiner kommentierter Atlas zur Territorialgeschichte Brandenburg-Preußens am Rhein. Verlag Pomp: Bottrop / Essen 2002, ISBN 3-89355-243-X.
- Geldern-Atlas. Karten und Texte zur Geschichte eines Territoriums. Geldern: Verlag des Historischen Vereins für Geldern und Umgegend 2003, ISBN 3-921760-39-9.
- Atlas zur Geschichte des Niederrheins, Zweiter Band (= Schriftenreihe der Niederrhein-Akademie Band 8). Bottrop: Verlag Peter Pomp 2008, ISBN 978-3-89355-258-0.
- Die „Franzosenzeit“ am Niederrhein. Bereinigung der politischen Landkarte und Neugestaltung des Rechtswesens. Stapelfelder Vorträge 2010. Emmerich 2010, ISBN 3-923692-44-7.
- „Stunde Null“? Tradition und Neuanfang am Niederrhein in der Umbruchzeit nach 1945. Stapelfelder Vorträge 2011. Emmerich 2013, ISBN 3-923692-48-X.